# ISO 3166-2:TJ
ISO 3166-2:TJ is een ISO-standaard met betrekking tot de zogenaamde geocodes. Het is een subset van de ISO 3166-2 tabel, die specifiek betrekking heeft op Tadzjikistan. 
De gegevens werden tot op 26 november 2018 geüpdatet op het ISO Online Browsing Platform (OBP). Hier worden gedefinieerd:
- 2 regio’s -  region (en) / région (fr) / viloyat (tg) –
- 1 autonome regio - autonomous region (en) / région autonome (fr) / viloyati mukhtor (tg) –
- 1 hoofdstedelijk territorium - capital territory (en) / territoire de la capitale (fr) / viloyati poytakht (tg) –
- districten onder republikeins beheer - districts under republic administration (en) / Districts sous l'administration de la République (fr) / nohiyahoi tobei jumhurí (tg) -.

Volgens de eerste set, ISO 3166-1, staat TJ voor Tadzjikistan, het tweede gedeelte is een tweeletterige code.

## Codes
| Code  | Naam                    | Categorie                            |
| ----- | ----------------------- | ------------------------------------ |
| TJ-DU | Dushanbe                | hoofdstedelijk territorium           |
| TJ-KT | Khatlon                 | regio                                |
| TJ-GB | Kŭhistoni Badakhshon    | autonome regio                       |
| TJ-SU | Sughd                   | regio                                |
| TJ-RA | Nohiyahoi tobei jumhurí | Districten onder republikeins beheer |